# Vlag van Halland

Vlag van Hallands län

De vlag van Halland is de vlag van Hallands län, een provincie in Zweden. Het is tevens de vlag van het landschap Halland. De vlag bestaat uit een blauw veld met een zilveren leeuw rechtop, rood geklauwd en getongd. Het is een vierkante banier van het wapen van deze Zweedse provincie. De vlag en het wapen werd op 7 februari 1941 officieel aangenomen.
Halland ging bij de Verdrag van Brömsebro in 1645 tijdelijk over van Deens naar Zweeds bezit en bij de Vrede van Roskilde in 1658 definitief. Het vroegst bekende voorbeeld van het wapen is op de begrafenis van Karel X Gustaaf in 1660. Het rode nagels en tong. werd toegevoegd toen het in 1944 werd opgericht.
Over de oorsprong van het motief zijn de meningen verdeeld. Er worden drie theorieën genoemd: het zou afkomstig kunnen zijn van het wapen van Karel X Gustaaf zelf, dat drie leeuwen bevatte; het zou een variant kunnen zijn van de zogenaamde Folkung (of Göta) leeuw; of het zou afkomstig kunnen zijn van het wapen van Bengt Algotsson. Hij was hertog van Finland en Halland in de 14e eeuw.
In 1941 werd een identiek wapen aangenomen voor Hallands län.